# Горянка корейская
Горя́нка коре́йская, или Эпиме́диум коре́йский (лат. Epimēdium koreānum) — многолетнее травянистое растение, вид рода Эпимедиум (Epimedium) семейства Барбарисовые (Berberidaceae).

## Распространение и экология
Ареал вида охватывает Корею и частично Приморский край РФ.
Произрастает по тенистым лесам.

## Ботаническое описание
Стебель высотой до 40 см. Корневище довольно тонкое, горизонтально ползучее.
Прикорневые листья обыкновенно отсутствуют, реже в числе двух и они тогда одинаковой длины с цветоносным стеблем. Стеблевой лист одиночный, дважды-тройственный, доли его на длинных черешках, тонко-кожистые, глубоко-сердцевидные, в молодости снизу прижато-волосистые, по краям ресничатые, вскоре теряющие своё опушение.
Кисть простая или при основании несколько ветвистая, короткая, сидящая против листа. Прицветники яйцевидные, цветки сравнительно крупные, диаметром около 2 см; чашелистики яйцевидно-ланцетные, острые, желтовато-белёсые; лепестки кремово-желтоватые; пластинка их вытянуто округлая, на верхушке чаще слегка выемчатая.
Коробочка яйцевидно-продолговатая с длинным столбиком, 6—8-семенная.

## Таксономия
Вид Эпимедиум корейский входит в род Эпимедиум (Epimedium) трибы Барбарисовые (Berberideae) подсемейства Барбарисовые (Berberidoideae) семейства Барбарисовые (Berberidaceae) порядка Лютикоцветные (Ranunculales).
|  |                       |  |                                          |                                          |                           |  | ещё 1 подсемейство (согласно Системе APG II) | ещё 1 подсемейство (согласно Системе APG II) |                                       |  |  |  | ещё 10—13 родов    | ещё 10—13 родов         |  |  |
|  |                       |  |                                          |                                          |                           |  | ещё 1 подсемейство (согласно Системе APG II) | ещё 1 подсемейство (согласно Системе APG II) |                                       |  |  |  | ещё 10—13 родов    | ещё 10—13 родов         |  |  |
|  |                       |  |                                          | семейство Барбарисовые                   |                           |  |                                              |                                              | триба Барбарисовые                    |  |  |  |                    | вид Эпимедиум корейский |  |  |
|  |                       |  |                                          | семейство Барбарисовые                   |                           |  |                                              |                                              | триба Барбарисовые                    |  |  |  |                    | вид Эпимедиум корейский |  |  |
|  | порядок Лютикоцветные |  |                                          |                                          | подсемейство Барбарисовые |  |                                              |                                              | род Эпимедиум                         |  |  |  |                    |                         |  |  |
|  | порядок Лютикоцветные |  |                                          |                                          |                           |  |                                              |                                              |                                       |  |  |  |                    |                         |  |  |
|  |                       |  | ещё 9 семейств (согласно Системе APG II) | ещё 9 семейств (согласно Системе APG II) |                           |  |                                              | ещё 1 триба (согласно Системе APG II)        | ещё 1 триба (согласно Системе APG II) |  |  |  | ещё более 60 видов |                         |  |  |
|  |                       |  |                                          | ещё 9 семейств (согласно Системе APG II) |                           |  |                                              |                                              | ещё 1 триба (согласно Системе APG II) |  |  |  |                    |                         |  |  |